# Vera Cruz do Oeste
Vera Cruz do Oeste is een gemeente in de Braziliaanse deelstaat Paraná. De gemeente telt 9.257 inwoners (schatting 2009).